# Marien Ngouabi
Marien Ngouabi (ur. 31 grudnia 1938, zm. 1977) – kongijski polityk i major.

## Życiorys
Pochodził z ludu Kuju. Służył w armii kongijskiej, gdzie dosłużył się stopnia majora. W 1968 roku przeprowadził zamach stanu w którym to obalił Alphonse’a Massamba-Débata. Utworzył Narodową Radę Rewolucji której przewodniczącym został. Od 1969 roku prezydent Republiki Konga, przewodniczący Rady Państwa i Komitetu Centralnego rządzącej Kongijskiej Partii Pracy. Realizował program skrajnie lewicowych reform. W polityce zagranicznej prowadził politykę niezaangażowania, rozwijał współpracę z blokiem wschodnim i prowadził zatargi z sąsiednim Zairem. Jako zagorzały marksista podjął ścisłą współpracę z państwami bloku komunistycznego.
Został skrytobójczo zabity podczas nieudanego puczu. Czteroosobową brygadą zamachowców miał dowodzić były kapitan wojsk lądowych Barthelemy Kikadidi, któremu udało się zbiec. Rząd powiązał Kikadidiego z Alphonsem Massambą-Debatem, który został stracony pod zarzutem udziału w spisku przeciwko Ngouabiemu. 26 marca 1977 dokonano egzekucji na sześciu innych domniemanych spiskowcach. Następstwem śmierci Ngouabiego było także zawieszenie czteroletniej konstytucji kongijskiej i rozwiązanie Zgromadzenia Narodowego przez pułkownika Joachima Yombi Opango. Po śmierci prezydenta uprowadzono i zabito także kardynała Emile’a Biayendę, a kongijskie radio doniosło, że duchowny zginął z rąk członków rodu Ngouabi. W czerwcu 1977 USA po 12-letniej przerwie, po raz kolejny nawiązały stosunki dyplomatyczne z Republiką Konga.
Na jego cześć uniwersytet w Brazzaville nosi nazwę Université Marien-Ngouabi.